# 톰 코스터
톰 코스터(Tom Coster, 1941년 8월 21일 ~ )는 미국의 키보디스트, 작곡가, 그리고 카를로스 산타나의 오랜 후원 음악가이다.

## 어린 시절
디트로이트 태생이며 샌프란시스코에서 자란 코스터는 청소년 시절 피아노와 아코디언을 연주하며 대학을 다니며 5년간 미국 공군 밴드에서 음악가로 활동했다.

## 경력
코스터는 로딩 존, 가보 사보, 카를로스 산타나, 빌리 코범, 서드 아이 블라인드, 코릴/코스터/스미스, 클라우디오 발리오니, 스튜어트 햄, 보즈 스캑스, 주코, 바비 홀리데이, 조 새트리아니, 프랭크 갬베일 등 많은 그룹과 음악가들과 함께 연주했다. 코스터는 또한 판타지, 헤드퍼스트, JVC의 리더로서 여러 솔로 재즈 퓨전 음반을 제작했다.

## 개인 생활
코스터의 아들은 1966년에 태어났으며, 또한 키보디스트이자 작곡가인 톰 코스터라고도 불린다.